# Eleições Legislativas em Guam em 2024
No dia 5 de novembro de 2024, foram feitas eleições para os 15 membros da Legislatura de Guam. O partido republicano 9 assentos, assegurando uma maioria, a primeira conseguida pelo partido desde 2008. O partido democrata conseguiu os restantes seis assentos.
Dos 62 098 votantes inscritos, 30 283 exerceram o seu direito de voto, o que equivale a uma taxa de abstenção de 48,77%.

## Resultados Gerais
| Candidato | Candidato                  | Partido     | Votos   | %      |
| --------- | -------------------------- | ----------- | ------- | ------ |
|           | Therese M. Terlaje         | Democrata   | 20 189  | 6,63   |
|           | Darrel Christopher Barnett | Democrata   | 18 139  | 5,95   |
|           | Vicente Anthony Borja Ada  | Republicano | 16 711  | 5,49   |
|           | Joe Shimizu San Agustin    | Democrata   | 15 501  | 5,09   |
|           | Tina Rose Muña Barnes      | Democrata   | 14 662  | 4,81   |
|           | Sabrina Salas Matanane     | Republicano | 14 659  | 4,81   |
|           | Jesse Anderson Lujan       | Republicano | 14 185  | 4,66   |
|           | Frank Flores Blas Jr.      | Republicano | 14 020  | 4,60   |
|           | Shelly Calvo               | Republicano | 13 149  | 4,32   |
|           | William Mark Parkinson     | Democrata   | 12 503  | 4,10   |
|           | Christopher M. Dueñas      | Republicano | 12 254  | 4,02   |
|           | Vincent A. V. Borja        | Republicano | 12 143  | 3,99   |
|           | Sabina E. Perez            | Democrata   | 12 077  | 3,96   |
|           | Telo Teresa Taitague       | Republicano | 11 627  | 3,82   |
|           | Eulogio Shawn Gumataotao   | Republicano | 11 526  | 3,78   |
|           | Roy Anthony Quinata        | Democrata   | 11 246  | 3,69   |
|           | Dwayne Thomas              | Democrata   | 11 240  | 3,69   |
|           | Joanne M. Brown            | Republicano | 11 103  | 3,64   |
|           | Angela Therese Ann Santos  | Democrata   | 10 431  | 3,42   |
|           | Thomas Joseph Fisher       | Republicano | 10 247  | 3,36   |
|           | Victor A. Gaza             | Republicano | 8 916   | 2,93   |
|           | David Walter Crisostomo    | Democrata   | 7 606   | 2,50   |
|           | William Payne              | Republicano | 7 188   | 2,36   |
|           | David Ralph Dueñas         | Democrata   | 6 603   | 2,17   |
|           | Bistra Ivanova Mendiola    | Republicano | 5 757   | 1,89   |
| Write-ins | Write-ins                  | Write-ins   | 934     | 0,31   |
| Total     | Total                      | Total       | 301 677 | 100,00 |
| Fonte:    | Fonte:                     | Fonte:      | Fonte:  | [ 3 ]  |

## Resultados por Aldeia

### Hagåtña
| Candidato | Candidato                  | Partido     | Votos | %      |
| --------- | -------------------------- | ----------- | ----- | ------ |
|           | Therese M. Terlaje         | Democrata   | 165   | 6,91   |
|           | Vincente Anthony Borja Ada | Republicano | 161   | 6,74   |
|           | Darrel Christopher Barnett | Democrata   | 147   | 6,15   |
|           | Frank Flores Blas Jr.      | Republicano | 130   | 5,44   |
|           | Joe Shimizu San Agustin    | Democrata   | 129   | 5,40   |
|           | Sabrina Salas Matanane     | Republicano | 125   | 5,23   |
|           | Jesse Anderson Lujan       | Republicano | 118   | 4,94   |
|           | Christopher M. Dueñas      | Republicano | 115   | 4,81   |
|           | Tina Rose Muña Barnes      | Democrata   | 114   | 4,77   |
|           | Eulogio Shawn Gumataotao   | Republicano | 114   | 4,77   |
|           | Vincent A. V. Borja        | Republicano | 110   | 4,60   |
|           | Telo Teresa Taitague       | Republicano | 98    | 4,10   |
|           | Joanne M. Brown            | Republicano | 94    | 3,93   |
|           | Shelly Calvo               | Republicano | 93    | 3,89   |
|           | Sabina E. Perez            | Democrata   | 85    | 3,56   |
|           | Thomas Joseph Fischer      | Republicano | 77    | 3,22   |
|           | Victor A. Gaza             | Republicano | 72    | 3,01   |
|           | Roy Anthony Quinata        | Democrata   | 69    | 2,89   |
|           | William Mark Parkinson     | Democrata   | 68    | 2,85   |
|           | William Payne              | Republicano | 59    | 2,47   |
|           | Angela Therese Ann Santos  | Democrata   | 55    | 2,30   |
|           | Dwayne Thomas San Nicolas  | Democrata   | 47    | 1,97   |
|           | David Ralph Dueñas         | Democrata   | 45    | 1,88   |
|           | Bistra Ivanova Mendiola    | Republicano | 43    | 1,80   |
|           | David Walter Crisostomo    | Democrata   | 40    | 1,67   |
| Write-ins | Write-ins                  | Write-ins   | 16    | 0,67   |
| Total     | Total                      | Total       | 2 389 | 100,00 |

### Asan-Maina
| Candidato | Candidato                  | Partido     | Votos | %      |
| --------- | -------------------------- | ----------- | ----- | ------ |
|           | Therese M. Terlaje         | Democrata   | 350   | 6,71   |
|           | Darrel Christopher Barnett | Democrata   | 329   | 6,31   |
|           | Vincente Anthony Borja Ada | Democrata   | 296   | 5,67   |
|           | Joe Shimizu San Agustin    | Democrata   | 256   | 4,91   |
|           | Tina Rose Muña Barnes      | Democrata   | 251   | 4,81   |
|           | Sabrina Salas Matanane     | Republicano | 246   | 4,72   |
|           | Frank Flores Blas Jr.      | Republicano | 239   | 4,58   |
|           | Jesse Anderson Lujan       | Republicano | 234   | 4,49   |
|           | Vincent A. V. Borja        | Republicano | 225   | 4,31   |
|           | Eulogio Shawn Gumataotao   | Republicano | 217   | 4,16   |
|           | Dwayne Thomas San Nicolas  | Democrata   | 213   | 4,08   |
|           | William Mark Parkinson     | Democrata   | 204   | 3,91   |
|           | Sabina E. Perez            | Democrata   | 204   | 3,91   |
|           | Roy Anthony Quinata        | Democrata   | 197   | 3,78   |
|           | Christopher M. Dueñas      | Republicano | 197   | 3,78   |
|           | Angela Therese Ann Santos  | Democrata   | 192   | 3,68   |
|           | Telo Teresa Taitague       | Republicano | 191   | 3,66   |
|           | Joanne M. Brown            | Republicano | 189   | 3,62   |
|           | Shelly Calvo               | Republicano | 182   | 3,49   |
|           | Thomas Joseph Fischer      | Republicano | 181   | 3,47   |
|           | William Payne              | Republicano | 142   | 2,72   |
|           | David Walter Crisostomo    | Democrata   | 139   | 2,66   |
|           | Victor A. Gaza             | Republicano | 119   | 2,28   |
|           | David Ralph Dueñas         | Democrata   | 112   | 2,15   |
|           | Bistra Ivanova Mendiola    | Republicano | 90    | 1,73   |
| Write-ins | Write-ins                  | Write-ins   | 21    | 0,40   |
| Total     | Total                      | Total       | 5 216 | 100,00 |

### Piti
| Candidato | Candidato                  | Partido     | Votos | %      |
| --------- | -------------------------- | ----------- | ----- | ------ |
|           | Therese M. Terlaje         | Democrata   | 324   | 6,65   |
|           | Vincente Anthony Borja Ada | Republicano | 304   | 6,24   |
|           | Darrel Christopher Barnett | Democrata   | 303   | 6,22   |
|           | Sabrina Salas Matanane     | Republicano | 250   | 5,13   |
|           | Tina Rose Muña Barnes      | Democrata   | 240   | 4,93   |
|           | Frank Flores Blas Jr.      | Republicano | 236   | 4,84   |
|           | Joe Shimizu San Agustin    | Democrata   | 231   | 4,74   |
|           | Jesse Anderson Lujan       | Republicano | 217   | 4,45   |
|           | Eulogio Shawn Gumataotao   | Republicano | 211   | 4,33   |
|           | Christopher M. Dueñas      | Republicano | 204   | 4,19   |
|           | Joanne M. Brown            | Republicano | 202   | 4,15   |
|           | Vincent A. V. Borja        | Republicano | 195   | 4,00   |
|           | Telo Teresa Taitague       | Republicano | 186   | 3,82   |
|           | Sabina E. Perez            | Democrata   | 184   | 3,78   |
|           | William Mark Parkinson     | Democrata   | 180   | 3,69   |
|           | Shelly Calvo               | Republicano | 177   | 3,63   |
|           | Thomas Joseph Fischer      | Republicano | 177   | 3,63   |
|           | Roy Anthony Quinata        | Democrata   | 172   | 3,53   |
|           | Dwayne Thomas San Nicolas  | Democrata   | 168   | 3,45   |
|           | Angela Therese Ann Santos  | Democrata   | 134   | 2,75   |
|           | William Payne              | Republicano | 125   | 2,57   |
|           | Victor A. Gaza             | Republicano | 119   | 2,44   |
|           | David Walter Crisostomo    | Democrata   | 115   | 2,36   |
|           | Bistra Ivanova Mendiola    | Republicano | 104   | 2,13   |
|           | David Ralph Dueñas         | Democrata   | 94    | 1,93   |
| Write-ins | Write-ins                  | Write-ins   | 20    | 0,41   |
| Total     | Total                      | Total       | 4 872 | 100,00 |

### Hågat
| Candidato | Candidato                  | Partido     | Votos  | %      |
| --------- | -------------------------- | ----------- | ------ | ------ |
|           | Therese M. Terlaje         | Democrata   | 838    | 6,70   |
|           | Darrel Christopher Barnett | Democrata   | 789    | 6,31   |
|           | Sabrina Salas Matanane     | Republicano | 699    | 5,59   |
|           | Vincente Anthony Borja Ada | Republicano | 682    | 5,45   |
|           | Jesse Anderson Lujan       | Republicano | 663    | 5,30   |
|           | Dwayne Thomas San Nicolas  | Democrata   | 621    | 4,97   |
|           | Joe Shimizu San Agustin    | Democrata   | 562    | 4,49   |
|           | Frank Flores Blas Jr.      | Republicano | 558    | 4,46   |
|           | Shelly Calvo               | Republicano | 548    | 4,38   |
|           | Tina Rose Muña Barnes      | Democrata   | 534    | 4,27   |
|           | Joanne M. Brown            | Republicano | 534    | 4,27   |
|           | Telo Teresa Taitague       | Republicano | 522    | 4,17   |
|           | Christopher M. Dueñas      | Republicano | 513    | 4,10   |
|           | Vincent A. V. Borja        | Republicano | 477    | 3,81   |
|           | William Mark Parkinson     | Democrata   | 474    | 3,79   |
|           | Eulogio Shawn Gumataotao   | Republicano | 469    | 3,75   |
|           | Sabina E. Perez            | Democrata   | 443    | 3,54   |
|           | Roy Anthony Quinata        | Democrata   | 441    | 3,53   |
|           | Angela Therese Ann Santos  | Democrata   | 396    | 3,17   |
|           | Thomas Joseph Fischer      | Republicano | 378    | 3,02   |
|           | Victor A. Gaza             | Republicano | 351    | 2,81   |
|           | David Walter Crisostomo    | Democrata   | 263    | 2,10   |
|           | William Payne              | Republicano | 263    | 2,10   |
|           | Bistra Ivanova Mendiola    | Republicano | 221    | 1,77   |
|           | David Ralph Dueñas         | Democrata   | 219    | 1,75   |
| Write-ins | Write-ins                  | Write-ins   | 48     | 0,38   |
| Total     | Total                      | Total       | 12 505 | 100,00 |

### Sånta Rita-Sumai
| Candidato | Candidato                  | Partido     | Votos  | %      |
| --------- | -------------------------- | ----------- | ------ | ------ |
|           | Therese M. Terlaje         | Democrata   | 788    | 6,60   |
|           | Darrel Christopher Barnett | Democrata   | 699    | 5,86   |
|           | Vincente Anthony Borja Ada | Republicano | 622    | 5,21   |
|           | Joe Shimizu San Agustin    | Democrata   | 590    | 4,95   |
|           | Jesse Anderson Lujan       | Republicano | 585    | 4,90   |
|           | Sabrina Salas Matanane     | Republicano | 580    | 4,86   |
|           | Frank Flores Blas Jr.      | Republicano | 562    | 4,71   |
|           | Dwayne Thomas San Nicolas  | Democrata   | 561    | 4,70   |
|           | Tina Rose Muña Barnes      | Democrata   | 531    | 4,45   |
|           | Shelly Calvo               | Republicano | 508    | 4,26   |
|           | Eulogio Shawn Gumataotao   | Republicano | 503    | 4,22   |
|           | Vincent A. V. Borja        | Republicano | 483    | 4,05   |
|           | Joanne M. Brown            | Republicano | 471    | 3,95   |
|           | Christopher M. Dueñas      | Republicano | 464    | 3,89   |
|           | Roy Anthony Quinata        | Democrata   | 459    | 3,85   |
|           | Sabina E. Perez            | Democrata   | 448    | 3,75   |
|           | Telo Teresa Taitague       | Republicano | 443    | 3,71   |
|           | William Mark Parkinson     | Democrata   | 442    | 3,70   |
|           | Angela Therese Ann Santos  | Democrata   | 404    | 3,39   |
|           | Thomas Joseph Fischer      | Republicano | 381    | 3,19   |
|           | Victor A. Gaza             | Republicano | 333    | 2,79   |
|           | William Payne              | Republicano | 295    | 2,47   |
|           | David Walter Crisostomo    | Democrata   | 281    | 2,36   |
|           | David Ralph Dueñas         | Democrata   | 250    | 2,10   |
|           | Bistra Ivanova Mendiola    | Republicano | 228    | 1,91   |
| Write-ins | Write-ins                  | Write-ins   | 20     | 0,17   |
| Total     | Total                      | Total       | 11 931 | 100,00 |

### Humåtak
| Candidato | Candidato                  | Partido     | Votos | %      |
| --------- | -------------------------- | ----------- | ----- | ------ |
|           | Roy Anthony Quinata        | Democrata   | 232   | 7,41   |
|           | Therese M. Terlaje         | Democrata   | 194   | 6,20   |
|           | Darrel Christopher Barnett | Democrata   | 180   | 5,75   |
|           | Tina Rose Muña Barnes      | Democrata   | 177   | 5,66   |
|           | Jesse Anderson Lujan       | Republicano | 162   | 5,18   |
|           | Vincente Anthony Borja Ada | Republicano | 162   | 5,18   |
|           | Shelly Calvo               | Republicano | 152   | 4,86   |
|           | Dwayne Thomas San Nicolas  | Democrata   | 148   | 4,73   |
|           | Frank Flores Blas Jr.      | Republicano | 147   | 4,70   |
|           | Sabrina Salas Matanane     | Republicano | 146   | 4,67   |
|           | Joe Shimizu San Agustin    | Democrata   | 145   | 4,63   |
|           | Christopher M. Dueñas      | Republicano | 126   | 4,03   |
|           | Telo Teresa Taitague       | Republicano | 124   | 3,96   |
|           | Angela Therese Ann Santos  | Democrata   | 109   | 3,48   |
|           | Joanne M. Brown            | Republicano | 106   | 3,39   |
|           | Vincent A. V. Borja        | Republicano | 105   | 3,36   |
|           | William Mark Parkinson     | Democrata   | 103   | 3,29   |
|           | Eulogio Shawn Gumataotao   | Republicano | 102   | 3,26   |
|           | Sabina E. Perez            | Democrata   | 96    | 3,07   |
|           | Thomas Joseph Fischer      | Republicano | 91    | 2,91   |
|           | David Walter Crisostomo    | Democrata   | 75    | 2,40   |
|           | Victor A. Gaza             | Republicano | 73    | 2,33   |
|           | William Payne              | Republicano | 66    | 2,11   |
|           | David Ralph Dueñas         | Democrata   | 58    | 1,85   |
|           | Bistra Ivanova Mendiola    | Republicano | 47    | 1,50   |
| Write-ins | Write-ins                  | Write-ins   | 3     | 0,10   |
| Total     | Total                      | Total       | 3 129 | 100,00 |

### Malesso'
| Candidato | Candidato                  | Partido     | Votos | %      |
| --------- | -------------------------- | ----------- | ----- | ------ |
|           | Therese M. Terlaje         | Democrata   | 461   | 7,44   |
|           | Darrel Christopher Barnett | Democrata   | 404   | 6,52   |
|           | Joe Shimizu San Agustin    | Democrata   | 357   | 5,76   |
|           | Roy Anthony Quinata        | Democrata   | 335   | 5,41   |
|           | Dwayne Thomas San Nicolas  | Democrata   | 327   | 5,28   |
|           | Tina Rose Muña Barnes      | Democrata   | 323   | 5,21   |
|           | Vincente Anthony Borja Ada | Republicano | 301   | 4,86   |
|           | Sabrina Salas Matanane     | Republicano | 296   | 4,78   |
|           | William Mark Parkinson     | Democrata   | 284   | 4,58   |
|           | Frank Flores Blas Jr.      | Republicano | 282   | 4,55   |
|           | Jesse Anderson Lujan       | Republicano | 281   | 4,54   |
|           | Angela Therese Ann Santos  | Democrata   | 264   | 4,26   |
|           | Sabina E. Perez            | Democrata   | 239   | 3,86   |
|           | Shelly Calvo               | Republicano | 220   | 3,55   |
|           | Christopher M. Dueñas      | Republicano | 218   | 3,52   |
|           | Telo Teresa Taitague       | Republicano | 211   | 3,41   |
|           | Vincent A. V. Borja        | Republicano | 204   | 3,29   |
|           | Joanne M. Brown            | Republicano | 189   | 3,05   |
|           | Thomas Joseph Fischer      | Republicano | 182   | 2,94   |
|           | Eulogio Shawn Gumataotao   | Republicano | 180   | 2,91   |
|           | David Walter Crisostomo    | Democrata   | 174   | 2,81   |
|           | David Ralph Dueñas         | Democrata   | 147   | 2,37   |
|           | Victor A. Gaza             | Republicano | 108   | 1,74   |
|           | William Payne              | Republicano | 107   | 1,73   |
|           | Bistra Ivanova Mendiola    | Republicano | 88    | 1,42   |
| Write-ins | Write-ins                  | Write-ins   | 13    | 0,21   |
| Total     | Total                      | Total       | 6 195 | 100,00 |

### Inalåhan
| Candidato | Candidato                  | Partido     | Votos | %      |
| --------- | -------------------------- | ----------- | ----- | ------ |
|           | Therese M. Terlaje         | Democrata   | 635   | 7,13   |
|           | Darrel Christopher Barnett | Democrata   | 577   | 6,48   |
|           | Vincente Anthony Borja Ada | Republicano | 477   | 5,36   |
|           | Joe Shimizu San Agustin    | Democrata   | 449   | 5,04   |
|           | Sabrina Salas Matanane     | Republicano | 439   | 4,93   |
|           | Roy Anthony Quinata        | Democrata   | 408   | 4,58   |
|           | Dwayne Thomas San Nicolas  | Democrata   | 400   | 4,49   |
|           | Tina Rose Muña Barnes      | Democrata   | 396   | 4,45   |
|           | William Mark Parkinson     | Democrata   | 395   | 4,44   |
|           | Sabina E. Perez            | Democrata   | 378   | 4,25   |
|           | Jesse Anderson Lujan       | Republicano | 367   | 4,12   |
|           | Frank Flores Blas Jr.      | Republicano | 367   | 4,12   |
|           | Angela Therese Ann Santos  | Democrata   | 362   | 4,07   |
|           | Shelly Calvo               | Republicano | 345   | 3,88   |
|           | Eulogio Shawn Gumataotao   | Republicano | 345   | 3,88   |
|           | Telo Teresa Taitague       | Republicano | 333   | 3,74   |
|           | Vincent A. V. Borja        | Republicano | 328   | 3,68   |
|           | Christopher M. Dueñas      | Republicano | 326   | 3,66   |
|           | Thomas Joseph Fischer      | Republicano | 317   | 3,56   |
|           | David Walter Crisostomo    | Democrata   | 305   | 3,43   |
|           | Joanne M. Brown            | Republicano | 250   | 2,81   |
|           | David Ralph Dueñas         | Democrata   | 224   | 2,52   |
|           | Victor A. Gaza             | Republicano | 189   | 2,12   |
|           | William Payne              | Republicano | 153   | 1,72   |
|           | Bistra Ivanova Mendiola    | Republicano | 124   | 1,39   |
| Write-ins | Write-ins                  | Write-ins   | 14    | 0,16   |
| Total     | Total                      | Total       | 8 903 | 100,00 |

### Talo'fo'fo
| Candidato | Candidato                  | Partido     | Votos | %      |
| --------- | -------------------------- | ----------- | ----- | ------ |
|           | Therese M. Terlaje         | Democrata   | 668   | 6,79   |
|           | Darrel Christopher Barnett | Democrata   | 575   | 5,84   |
|           | Eulogio Shawn Gumataotao   | Republicano | 573   | 5,82   |
|           | Tina Rose Muña Barnes      | Democrata   | 498   | 5,06   |
|           | Joe Shimizu San Agustin    | Democrata   | 486   | 4,94   |
|           | Vincente Anthony Borja Ada | Republicano | 481   | 4,89   |
|           | Sabrina Salas Matanane     | Republicano | 474   | 4,81   |
|           | Frank Flores Blas Jr.      | Republicano | 399   | 4,05   |
|           | Sabina E. Perez            | Democrata   | 398   | 4,04   |
|           | Vincent A. V. Borja        | Republicano | 398   | 4,04   |
|           | Jesse Anderson Lujan       | Republicano | 394   | 4,00   |
|           | Roy Anthony Quinata        | Democrata   | 384   | 3,90   |
|           | William Mark Parkinson     | Democrata   | 380   | 3,86   |
|           | Thomas Joseph Fischer      | Republicano | 375   | 3,81   |
|           | Christopher M. Dueñas      | Republicano | 371   | 3,77   |
|           | Dwayne Thomas San Nicolas  | Democrata   | 369   | 3,75   |
|           | Telo Teresa Taitague       | Republicano | 364   | 3,70   |
|           | Shelly Calvo               | Republicano | 353   | 3,59   |
|           | Angela Therese Ann Santos  | Democrata   | 351   | 3,57   |
|           | David Walter Crisostomo    | Democrata   | 314   | 3,19   |
|           | Joanne M. Brown            | Republicano | 314   | 3,19   |
|           | William Payne              | Republicano | 265   | 2,69   |
|           | David Ralph Dueñas         | Democrata   | 240   | 2,44   |
|           | Victor A. Gaza             | Republicano | 232   | 2,36   |
|           | Bistra Ivanova Mendiola    | Republicano | 162   | 1,65   |
| Write-ins | Write-ins                  | Write-ins   | 27    | 0,27   |
| Total     | Total                      | Total       | 9 845 | 100,00 |

### Yona
| Candidato | Candidato                  | Partido     | Votos  | %      |
| --------- | -------------------------- | ----------- | ------ | ------ |
|           | Therese M. Terlaje         | Democrata   | 1 349  | 7,60   |
|           | Darrel Christopher Barnett | Democrata   | 1 187  | 6,68   |
|           | Vincente Anthony Borja Ada | Republicano | 957    | 5,39   |
|           | Joe Shimizu San Agustin    | Democrata   | 914    | 5,15   |
|           | Tina Rose Muña Barnes      | Democrata   | 886    | 4,99   |
|           | Sabrina Salas Matanane     | Republicano | 853    | 4,80   |
|           | Frank Flores Blas Jr.      | Republicano | 785    | 4,42   |
|           | Jesse Anderson Lujan       | Republicano | 751    | 4,23   |
|           | Sabina E. Perez            | Democrata   | 739    | 4,16   |
|           | Vincent A. V. Borja        | Republicano | 736    | 4,14   |
|           | Roy Anthony Quinata        | Democrata   | 708    | 3,99   |
|           | Eulogio Shawn Gumataotao   | Republicano | 698    | 3,93   |
|           | William Mark Parkinson     | Democrata   | 683    | 3,85   |
|           | Angela Therese Ann Santos  | Democrata   | 663    | 3,73   |
|           | Shelly Calvo               | Republicano | 654    | 3,68   |
|           | Telo Teresa Taitague       | Republicano | 650    | 3,66   |
|           | Joanne M. Brown            | Republicano | 642    | 3,61   |
|           | Christopher M. Dueñas      | Republicano | 636    | 3,58   |
|           | Dwayne Thomas San Nicolas  | Democrata   | 615    | 3,46   |
|           | Thomas Joseph Fischer      | Republicano | 561    | 3,16   |
|           | David Walter Crisostomo    | Democrata   | 479    | 2,70   |
|           | William Payne              | Republicano | 459    | 2,58   |
|           | Victor A. Gaza             | Republicano | 404    | 2,27   |
|           | David Ralph Dueñas         | Democrata   | 375    | 2,11   |
|           | Bistra Ivanova Mendiola    | Republicano | 343    | 1,93   |
| Write-ins | Write-ins                  | Write-ins   | 34     | 0,19   |
| Total     | Total                      | Total       | 17 761 | 100,00 |

### Chalan Pago-Ordot
| Candidato | Candidato                  | Partido     | Votos  | %      |
| --------- | -------------------------- | ----------- | ------ | ------ |
|           | Therese M. Terlaje         | Democrata   | 1 173  | 6,54   |
|           | Vincente Anthony Borja Ada | Republicano | 1 056  | 5,89   |
|           | Darrel Christopher Barnett | Democrata   | 1 040  | 5,80   |
|           | Sabrina Salas Matanane     | Republicano | 883    | 4,93   |
|           | Tina Rose Muña Barnes      | Democrata   | 867    | 4,84   |
|           | Joe Shimizu San Agustin    | Democrata   | 823    | 4,59   |
|           | Frank Flores Blas Jr.      | Republicano | 820    | 4,58   |
|           | Vincent A. V. Borja        | Republicano | 790    | 4,41   |
|           | Jesse Anderson Lujan       | Republicano | 788    | 4,40   |
|           | Eulogio Shawn Gumataotao   | Republicano | 746    | 4,16   |
|           | Christopher M. Dueñas      | Republicano | 744    | 4,15   |
|           | Shelly Calvo               | Republicano | 733    | 4,09   |
|           | Sabina E. Perez            | Democrata   | 707    | 3,94   |
|           | William Mark Parkinson     | Democrata   | 689    | 3,84   |
|           | Roy Anthony Quinata        | Democrata   | 677    | 3,78   |
|           | Joanne M. Brown            | Republicano | 670    | 3,74   |
|           | Telo Teresa Taitague       | Republicano | 658    | 3,67   |
|           | Angela Therese Ann Santos  | Democrata   | 654    | 3,65   |
|           | Thomas Joseph Fischer      | Republicano | 631    | 3,52   |
|           | Dwayne Thomas San Nicolas  | Democrata   | 617    | 3,44   |
|           | Victor A. Gaza             | Republicano | 459    | 2,56   |
|           | David Walter Crisostomo    | Democrata   | 447    | 2,49   |
|           | William Payne              | Republicano | 434    | 2,42   |
|           | Bistra Ivanova Mendiola    | Republicano | 391    | 2,18   |
|           | David Ralph Dueñas         | Democrata   | 377    | 2,10   |
| Write-ins | Write-ins                  | Write-ins   | 48     | 0,27   |
| Total     | Total                      | Total       | 17 922 | 100,00 |

### Sinajana
| Candidato | Candidato                  | Partido     | Votos  | %      |
| --------- | -------------------------- | ----------- | ------ | ------ |
|           | Therese M. Terlaje         | Democrata   | 676    | 6,61   |
|           | Vincente Anthony Borja Ada | Republicano | 647    | 6,33   |
|           | Darrel Christopher Barnett | Democrata   | 606    | 5,93   |
|           | Joe Shimizu San Agustin    | Democrata   | 526    | 5,14   |
|           | Tina Rose Muña Barnes      | Democrata   | 504    | 4,93   |
|           | Frank Flores Blas Jr.      | Republicano | 485    | 4,74   |
|           | Sabrina Salas Matanane     | Republicano | 462    | 4,52   |
|           | Jesse Anderson Lujan       | Republicano | 454    | 4,44   |
|           | Christopher M. Dueñas      | Republicano | 422    | 4,13   |
|           | Vincent A. V. Borja        | Republicano | 418    | 4,09   |
|           | Sabina E. Perez            | Democrata   | 414    | 4,05   |
|           | Eulogio Shawn Gumataotao   | Republicano | 409    | 4,00   |
|           | William Mark Parkinson     | Democrata   | 398    | 3,89   |
|           | Angela Therese Ann Santos  | Democrata   | 391    | 3,82   |
|           | Roy Anthony Quinata        | Democrata   | 389    | 3,80   |
|           | Shelly Calvo               | Republicano | 371    | 3,63   |
|           | Telo Teresa Taitague       | Republicano | 356    | 3,48   |
|           | Joanne M. Brown            | Republicano | 354    | 3,46   |
|           | Dwayne Thomas San Nicolas  | Democrata   | 350    | 3,42   |
|           | Thomas Joseph Fischer      | Republicano | 346    | 3,38   |
|           | David Walter Crisostomo    | Democrata   | 276    | 2,70   |
|           | William Payne              | Republicano | 255    | 2,49   |
|           | Victor A. Gaza             | Republicano | 253    | 2,47   |
|           | David Ralph Dueñas         | Democrata   | 240    | 2,35   |
|           | Bistra Ivanova Mendiola    | Republicano | 187    | 1,83   |
| Write-ins | Write-ins                  | Write-ins   | 35     | 0,34   |
| Total     | Total                      | Total       | 10 224 | 100,00 |

### Agana Heights
| Candidato | Candidato                  | Partido     | Votos  | %      |
| --------- | -------------------------- | ----------- | ------ | ------ |
|           | Therese M. Terlaje         | Democrata   | 752    | 7,00   |
|           | Vincente Anthony Borja Ada | Republicano | 685    | 6,38   |
|           | Darrel Christopher Barnett | Democrata   | 659    | 6,13   |
|           | Tina Rose Muña Barnes      | Democrata   | 581    | 5,41   |
|           | Joe Shimizu San Agustin    | Democrata   | 574    | 5,34   |
|           | Frank Flores Blas Jr.      | Republicano | 496    | 4,62   |
|           | Sabrina Salas Matanane     | Republicano | 486    | 4,52   |
|           | Eulogio Shawn Gumataotao   | Republicano | 453    | 4,22   |
|           | Jesse Anderson Lujan       | Republicano | 447    | 4,16   |
|           | Sabina E. Perez            | Democrata   | 432    | 4,02   |
|           | Vincent A. V. Borja        | Republicano | 425    | 3,96   |
|           | Christopher M. Dueñas      | Republicano | 422    | 3,93   |
|           | William Mark Parkinson     | Democrata   | 417    | 3,88   |
|           | Shelly Calvo               | Republicano | 417    | 3,88   |
|           | Telo Teresa Taitague       | Republicano | 391    | 3,64   |
|           | Roy Anthony Quinata        | Democrata   | 384    | 3,57   |
|           | Joanne M. Brown            | Republicano | 378    | 3,52   |
|           | Angela Therese Ann Santos  | Democrata   | 368    | 3,43   |
|           | Thomas Joseph Fischer      | Republicano | 362    | 3,37   |
|           | Dwayne Thomas San Nicolas  | Democrata   | 355    | 3,30   |
|           | William Payne              | Republicano | 296    | 2,76   |
|           | Victor A. Gaza             | Republicano | 272    | 2,53   |
|           | David Walter Crisostomo    | Democrata   | 250    | 2,33   |
|           | David Ralph Dueñas         | Democrata   | 211    | 1,96   |
|           | Bistra Ivanova Mendiola    | Republicano | 196    | 1,82   |
| Write-ins | Write-ins                  | Write-ins   | 34     | 0,32   |
| Total     | Total                      | Total       | 10 743 | 100,00 |

### Mongmong-Toto-Maite
| Candidato | Candidato                  | Partido     | Votos  | %      |
| --------- | -------------------------- | ----------- | ------ | ------ |
|           | Therese M. Terlaje         | Democrata   | 788    | 6,52   |
|           | Vincente Anthony Borja Ada | Republicano | 727    | 6,02   |
|           | Darrel Christopher Barnett | Democrata   | 711    | 5,88   |
|           | Sabrina Salas Matanane     | Republicano | 594    | 4,92   |
|           | Frank Flores Blas Jr.      | Republicano | 588    | 4,87   |
|           | Jesse Anderson Lujan       | Republicano | 585    | 4,84   |
|           | Tina Rose Muña Barnes      | Democrata   | 584    | 4,83   |
|           | Joe Shimizu San Agustin    | Democrata   | 561    | 4,64   |
|           | Shelly Calvo               | Republicano | 553    | 4,58   |
|           | Christopher M. Dueñas      | Republicano | 519    | 4,30   |
|           | Vincent A. V. Borja        | Republicano | 518    | 4,29   |
|           | William Mark Parkinson     | Democrata   | 501    | 4,15   |
|           | Sabina E. Perez            | Democrata   | 460    | 3,81   |
|           | Eulogio Shawn Gumataotao   | Republicano | 456    | 3,77   |
|           | Joanne M. Brown            | Republicano | 447    | 3,70   |
|           | Telo Teresa Taitague       | Republicano | 437    | 3,62   |
|           | Angela Therese Ann Santos  | Democrata   | 415    | 3,43   |
|           | Thomas Joseph Fischer      | Republicano | 394    | 3,26   |
|           | Dwayne Thomas San Nicolas  | Democrata   | 388    | 3,21   |
|           | Roy Anthony Quinata        | Democrata   | 383    | 3,17   |
|           | Victor A. Gaza             | Republicano | 372    | 3,08   |
|           | William Payne              | Republicano | 298    | 2,47   |
|           | David Walter Crisostomo    | Democrata   | 270    | 2,23   |
|           | David Ralph Dueñas         | Democrata   | 253    | 2,09   |
|           | Bistra Ivanova Mendiola    | Republicano | 235    | 1,94   |
| Write-ins | Write-ins                  | Write-ins   | 46     | 0,38   |
| Total     | Total                      | Total       | 12 083 | 100,00 |

### Barrigada
| Candidato | Candidato                  | Partido     | Votos  | %      |
| --------- | -------------------------- | ----------- | ------ | ------ |
|           | Therese M. Terlaje         | Democrata   | 1 438  | 6,59   |
|           | Darrel Christopher Barnett | Democrata   | 1 283  | 5,88   |
|           | Vincente Anthony Borja Ada | Republicano | 1 235  | 5,66   |
|           | Tina Rose Muña Barnes      | Democrata   | 1 095  | 5,02   |
|           | Frank Flores Blas Jr.      | Republicano | 1 090  | 4,99   |
|           | Joe Shimizu San Agustin    | Democrata   | 1 069  | 4,90   |
|           | Jesse Anderson Lujan       | Republicano | 983    | 4,50   |
|           | Sabrina Salas Matanane     | Republicano | 982    | 4,50   |
|           | Christopher M. Dueñas      | Republicano | 913    | 4,18   |
|           | Vincent A. V. Borja        | Republicano | 904    | 4,14   |
|           | William Mark Parkinson     | Democrata   | 875    | 4,01   |
|           | Shelly Calvo               | Republicano | 867    | 3,97   |
|           | Eulogio Shawn Gumataotao   | Republicano | 863    | 3,95   |
|           | Sabina E. Perez            | Democrata   | 859    | 3,93   |
|           | Telo Teresa Taitague       | Republicano | 830    | 3,80   |
|           | Angela Therese Ann Santos  | Democrata   | 827    | 3,79   |
|           | Roy Anthony Quinata        | Democrata   | 780    | 3,57   |
|           | Joanne M. Brown            | Republicano | 777    | 3,56   |
|           | Thomas Joseph Fischer      | Republicano | 750    | 3,44   |
|           | Dwayne Thomas San Nicolas  | Democrata   | 748    | 3,43   |
|           | William Payne              | Republicano | 606    | 2,78   |
|           | David Walter Crisostomo    | Democrata   | 563    | 2,58   |
|           | Victor A. Gaza             | Republicano | 555    | 2,54   |
|           | David Ralph Dueñas         | Democrata   | 447    | 2,05   |
|           | Bistra Ivanova Mendiola    | Republicano | 390    | 1,79   |
| Write-ins | Write-ins                  | Write-ins   | 103    | 0,47   |
| Total     | Total                      | Total       | 21 832 | 100,00 |

### Mangilao
| Candidato | Candidato                  | Partido     | Votos  | %      |
| --------- | -------------------------- | ----------- | ------ | ------ |
|           | Therese M. Terlaje         | Democrata   | 1 791  | 6,62   |
|           | Darrel Christopher Barnett | Democrata   | 1 578  | 5,83   |
|           | Vincente Anthony Borja Ada | Republicano | 1 527  | 5,64   |
|           | Tina Rose Muña Barnes      | Democrata   | 1 379  | 5,09   |
|           | Joe Shimizu San Agustin    | Democrata   | 1 353  | 5,00   |
|           | Frank Flores Blas Jr.      | Republicano | 1 322  | 4,88   |
|           | Sabrina Salas Matanane     | Republicano | 1 321  | 4,88   |
|           | Jesse Anderson Lujan       | Republicano | 1 233  | 4,56   |
|           | Shelly Calvo               | Republicano | 1 127  | 4,16   |
|           | Vincent A. V. Borja        | Republicano | 1 110  | 4,10   |
|           | Christopher M. Dueñas      | Republicano | 1 097  | 4,05   |
|           | Sabina E. Perez            | Democrata   | 1 084  | 4,00   |
|           | Eulogio Shawn Gumataotao   | Republicano | 1 073  | 3,96   |
|           | William Mark Parkinson     | Democrata   | 1 071  | 3,96   |
|           | Telo Teresa Taitague       | Republicano | 1 027  | 3,79   |
|           | Joanne M. Brown            | Republicano | 1 002  | 3,70   |
|           | Angela Therese Ann Santos  | Democrata   | 951    | 3,51   |
|           | Roy Anthony Quinata        | Democrata   | 921    | 3,40   |
|           | Thomas Joseph Fischer      | Republicano | 903    | 3,34   |
|           | Dwayne Thomas San Nicolas  | Democrata   | 884    | 3,27   |
|           | Victor A. Gaza             | Republicano | 761    | 2,81   |
|           | William Payne              | Republicano | 715    | 2,64   |
|           | David Walter Crisostomo    | Democrata   | 661    | 2,44   |
|           | David Ralph Dueñas         | Democrata   | 561    | 2,07   |
|           | Bistra Ivanova Mendiola    | Republicano | 526    | 1,94   |
| Write-ins | Write-ins                  | Write-ins   | 90     | 0,33   |
| Total     | Total                      | Total       | 27 068 | 100,00 |

### Tamuning
| Candidato | Candidato                  | Partido     | Votos  | %      |
| --------- | -------------------------- | ----------- | ------ | ------ |
|           | Therese M. Terlaje         | Democrata   | 1 423  | 6,14   |
|           | Vincente Anthony Borja Ada | Republicano | 1 308  | 5,64   |
|           | Darrel Christopher Barnett | Democrata   | 1 248  | 5,38   |
|           | Jesse Anderson Lujan       | Republicano | 1 189  | 5,13   |
|           | Joe Shimizu San Agustin    | Democrata   | 1 168  | 5,04   |
|           | Tina Rose Muña Barnes      | Democrata   | 1 166  | 5,03   |
|           | Frank Flores Blas Jr.      | Republicano | 1 102  | 4,75   |
|           | Shelly Calvo               | Republicano | 1 085  | 4,68   |
|           | Sabrina Salas Matanane     | Republicano | 1 072  | 4,63   |
|           | Christopher M. Dueñas      | Republicano | 1 067  | 4,60   |
|           | William Mark Parkinson     | Democrata   | 925    | 3,99   |
|           | Sabina E. Perez            | Democrata   | 923    | 3,98   |
|           | Telo Teresa Taitague       | Republicano | 917    | 3,96   |
|           | Eulogio Shawn Gumataotao   | Republicano | 890    | 3,84   |
|           | Vincent A. V. Borja        | Republicano | 883    | 3,81   |
|           | Joanne M. Brown            | Republicano | 875    | 3,78   |
|           | Thomas Joseph Fischer      | Republicano | 872    | 3,76   |
|           | Victor A. Gaza             | Republicano | 793    | 3,42   |
|           | Roy Anthony Quinata        | Democrata   | 770    | 3,32   |
|           | Dwayne Thomas San Nicolas  | Democrata   | 700    | 3,02   |
|           | Angela Therese Ann Santos  | Democrata   | 678    | 2,93   |
|           | William Payne              | Republicano | 560    | 2,42   |
|           | David Walter Crisostomo    | Democrata   | 518    | 2,23   |
|           | Bistra Ivanova Mendiola    | Republicano | 493    | 2,13   |
|           | David Ralph Dueñas         | Democrata   | 485    | 2,09   |
| Write-ins | Write-ins                  | Write-ins   | 68     | 0,29   |
| Total     | Total                      | Total       | 23 178 | 100,00 |

### Dededo
| Candidato | Candidato                  | Partido     | Votos  | %      |
| --------- | -------------------------- | ----------- | ------ | ------ |
|           | Therese M. Terlaje         | Democrata   | 4 184  | 6,49   |
|           | Darrel Christopher Barnett | Democrata   | 3 737  | 5,80   |
|           | Joe Shimizu San Agustin    | Democrata   | 3 468  | 5,38   |
|           | Vincente Anthony Borja Ada | Republicano | 3 304  | 5,13   |
|           | Shelly Calvo               | Republicano | 3 120  | 4,84   |
|           | Jesse Anderson Lujan       | Republicano | 3 093  | 4,80   |
|           | Sabrina Salas Matanane     | Republicano | 3 031  | 4,70   |
|           | Tina Rose Muña Barnes      | Democrata   | 2 971  | 4,61   |
|           | Frank Flores Blas Jr.      | Republicano | 2 913  | 4,52   |
|           | William Mark Parkinson     | Democrata   | 2 859  | 4,44   |
|           | Sabina E. Perez            | Democrata   | 2 613  | 4,06   |
|           | Telo Teresa Taitague       | Republicano | 2 593  | 4,02   |
|           | Christopher M. Dueñas      | Republicano | 2 540  | 3,94   |
|           | Dwayne Thomas San Nicolas  | Democrata   | 2 457  | 3,81   |
|           | Vincent A. V. Borja        | Republicano | 2 443  | 3,79   |
|           | Joanne M. Brown            | Republicano | 2 408  | 3,74   |
|           | Victor A. Gaza             | Republicano | 2 343  | 3,64   |
|           | Roy Anthony Quinata        | Democrata   | 2 239  | 3,48   |
|           | Angela Therese Ann Santos  | Democrata   | 2 113  | 3,28   |
|           | Thomas Joseph Fischer      | Republicano | 2 111  | 3,28   |
|           | Eulogio Shawn Gumataotao   | Republicano | 2 081  | 3,23   |
|           | David Walter Crisostomo    | Democrata   | 1 552  | 2,41   |
|           | David Ralph Dueñas         | Democrata   | 1 484  | 2,30   |
|           | William Payne              | Republicano | 1 344  | 2,09   |
|           | Bistra Ivanova Mendiola    | Republicano | 1 229  | 1,91   |
| Write-ins | Write-ins                  | Write-ins   | 198    | 0,31   |
| Total     | Total                      | Total       | 64 428 | 100,00 |

### Yigo
| Candidato | Candidato                  | Partido     | Votos  | %      |
| --------- | -------------------------- | ----------- | ------ | ------ |
|           | Therese M. Terlaje         | Democrata   | 2 192  | 6,37   |
|           | Darrel Christopher Barnett | Democrata   | 2 087  | 6,07   |
|           | Joe Shimizu San Agustin    | Democrata   | 1 840  | 5,35   |
|           | Vincente Anthony Borja Ada | Republicano | 1 779  | 5,17   |
|           | Sabrina Salas Matanane     | Republicano | 1 720  | 5,00   |
|           | Shelly Calvo               | Republicano | 1 644  | 4,78   |
|           | Jesse Anderson Lujan       | Republicano | 1 641  | 4,77   |
|           | Tina Rose Muña Barnes      | Democrata   | 1 565  | 4,55   |
|           | William Mark Parkinson     | Democrata   | 1 555  | 4,52   |
|           | Frank Flores Blas Jr.      | Republicano | 1 499  | 4,36   |
|           | Vincent A. V. Borja        | Republicano | 1 391  | 4,04   |
|           | Sabina E. Perez            | Democrata   | 1 371  | 3,98   |
|           | Christopher M. Dueñas      | Republicano | 1 360  | 3,95   |
|           | Roy Anthony Quinata        | Democrata   | 1 298  | 3,77   |
|           | Telo Teresa Taitague       | Republicano | 1 296  | 3,77   |
|           | Dwayne Thomas San Nicolas  | Democrata   | 1 272  | 3,70   |
|           | Joanne M. Brown            | Republicano | 1 201  | 3,49   |
|           | Thomas Joseph Fischer      | Republicano | 1 158  | 3,37   |
|           | Eulogio Shawn Gumataotao   | Republicano | 1 143  | 3,32   |
|           | Victor A. Gaza             | Republicano | 1 108  | 3,22   |
|           | Angela Therese Ann Santos  | Democrata   | 1 104  | 3,21   |
|           | David Walter Crisostomo    | Democrata   | 884    | 2,57   |
|           | David Ralph Dueñas         | Democrata   | 781    | 2,27   |
|           | William Payne              | Republicano | 746    | 2,17   |
|           | Bistra Ivanova Mendiola    | Republicano | 660    | 1,92   |
| Write-ins | Write-ins                  | Write-ins   | 109    | 0,32   |
| Total     | Total                      | Total       | 34 404 | 100,00 |